# ジョージ・ハミルトン (1845-1927)
ジョージ・フランシス・ハミルトン卿（英: Lord George Francis Hamilton, GCSI, PC, JP、1845年12月17日 - 1927年9月22日）は、イギリスの政治家。
ヴィクトリア朝後期からエドワード朝初期にかけて保守党政権下で閣僚職を歴任した。

## 経歴
1845年12月17日、第2代アバコーン侯爵ジェームズ・ハミルトン（1868年に初代アバコーン公爵に叙される）とその夫人ルイーザ（第6代ベッドフォード公爵ジョン・ラッセルの娘）の間の三男として生まれる。長兄に第2代アバコーン公爵となるジェームズ、次兄にクロード卿（庶民院議員）、三弟にフレデリック卿（庶民院議員）、四弟にアーネスト卿（庶民院議員）がいる。
ハーロー校で教育を受ける。1868年から1885年にかけてミドルセックス選挙区、1885年から1906年にかけてイーリング選挙区から選出されて庶民院議員を務める。
保守党に所属し、保守党政権で閣僚職を歴任した。第2次ディズレーリ内閣期の1874年から1878年にかけてはインド担当省政務次官、1878年から1880年にかけては教育委員会副委員長を務める。
1885年から1892年にかけて第1次ソールズベリー侯爵内閣と第2次ソールズベリー侯爵内閣で海軍大臣を務める。1889年には、アフリカ・アジアで加熱していく植民地獲得競争を念頭にイギリスの海軍力を海軍力世界第2位の国（当時はフランス）と第3位の国（当時はロシア）の合計した海軍力より上にするという「二国基準」を制定し、海軍大幅軍拡を目指した。
1895年から1903年にかけては第3次ソールズベリー侯爵内閣とバルフォア内閣においてインド大臣を務めた。バルフォア内閣期の関税論争では、自由貿易維持を支持し、ジョゼフ・チェンバレンの帝国特恵関税制度（保護貿易論）に反対した。保護貿易へ移行すれば、彼が統括するインドにも影響が及ぶことが不可避だったためである。アーサー・バルフォア首相は折衷的立場を崩さなかったため、結局ハミルトンは他の自由貿易派閣僚（財務大臣のチャールズ・リッチー、スコットランド担当大臣の第6代バルフォア卿アレクサンダー・ブルース、枢密院議長の第8代デヴォンシャー公爵スペンサー・キャヴェンディッシュら）とともに辞職することになった。
1899年から1923年にかけて名誉職のディール城隊長を務め、1909年にはディール市長（Mayor of Deal）を務める。またミドルセックスやウェストミンスターの治安判事も務める。
1927年9月22日に81歳で死去。

## 栄典
- 1878年、枢密顧問官（PC）
- 1903年、インドの星勲章ナイト・グランド・コマンダー（GCSI）
- 名誉民事法学博士号（DCL）（オックスフォード大学名誉学位）
- 名誉法学博士号（LLD）（グラスゴー大学名誉学位）[5]

## 家族
1871年に第3代ヘアウッド伯爵ヘンリー・ラッセルズの娘モードと結婚し、彼女との間に以下の3子を儲ける。
- 第1子（長男）ロナルド・ジェームズ・ハミルトン（1872-1958）：外交官
- 第2子（次男）アンソニー・ジョージ・ハミルトン（1874-1936）：陸軍軍人。少佐。
- 第3子（三男）ロバート・セシル＝ハミルトン（1882-1947）：海軍軍人。中将。